# Cápac ayllu
Cápac ayllu (ayllo) è la denominazione della panaca di Tupac Inca Yupanqui, il decimo sovrano Inca, figlio di Pachacútec e autore della maggior parte delle conquiste dell'impero peruviano. Si tratta come per tutte le altre panaca dell'impero della famiglia discendente dal suo fondatore con eccezione dell'erede, Huayna Cápac che avrebbe dato origine au una sua propria famiglia.
La panaca di Capac Ayllo, grazie al prestigio del suo promotore, ricevette in appannaggio enormi ricchezze che le consentirono, in breve, di rivaleggiare con la prestigiosa famiglia dell'Hatun Ayllo, lignaggio del famoso Pachacutec.
Questa posizione di predominanza doveva portare, inevitabilmente, le due panaca a confrontarsi tra loro per la gestione del potere, obbligando gli altri lignaggi, meno potenti, a schierarsi con l'una o con l'altra delle due contendenti.
L'occasione di un confronto diretto avvenne alla morte di Huayna Capac, la cui panaca detta Tumipampa, non possedeva la forza necessaria per imporsi nella scelta del suo successore.
Tra i figli di Hyayna Capac primeggiavano Atahuallpa, per parte di madre appartenente all'Hatun Ayllo e Huáscar, sempre per parte di madre, membro del Capac Ayllo.
il Capac Ayllo, probabilmente appagato della scelta di Huascar a Sovrano supremo, avrebbe voluto evitare atti di aperto contrasto con la fazione di Atahuallpa, da parte sua soddisfatto del possesso dei domini di Quito, ma la natura del nuovo Qhapaq Inca avrebbe disposto altrimenti.
In breve, una feroce guerra civile scosse i territori dell'impero, coinvolgendo tutte le famiglie imperiali, obbligate ad una drammatica scelta di campo.
L'esito del conflitto, favorevole ad Atahuallpa, avrebbe decretato la fine del Capac Ayllo.
I suoi membri furono oggetto di una sistematica eliminazione da parte delle armate vincenti e solo pochi di essi, sottraendosi con la fuga, poterono salvare la vita.
I generali di Atahuallpa, Quizquiz e Chalcochima, non risparmiarono neppure la mummia di Tupac Inca Yupanqui che venne bruciata tra lo scoramento dei suoi fedeli e anche i quipu regali, che tramandavano le gesta di questo sovrano, furono dati alle fiamme per cancellare le sue imprese dalla storia ufficiale.
Alcuni dei servi del Capac Ayllo riuscirono comunque a raccogliere le ceneri del loro capostipite. Negli anni successivi alla Conquista, il corregidor Polo de Ondegardo le trovò, gelosamente conservate in un recipiente e oggetto di ogni possibile devozione da parte degli umili indigeni che le sorvegliavano.
Durante il periodo coloniale uno sparuto gruppo di appartenenti al Capac Ayllo, scampati al massacro, si rivolse alla Corona spagnola per impetrare aiuto ed assistenza. Questi 
pobres se lamentaron di essere stati spogliati por Atahuallpa di ogni bene, compreso le terre già in loro possesso, e dichiaravano di essere costretti, per sopravvivere, a dedicarsi a mestieri umili di servitù, malgrado la loro condizione di nobiltà.
Secondo Bernabé Cobo la panaca Capac ayllo aveva in carico il culto dei luoghi sacri situati sul percorso del settimo ceque del Chinchaysuyo. Si trattava di otto huaca: 

- La prima era una pietra che si sosteneva essere il resto di uno dei pururaucas, i mitici guerrieri nati appunto dalle pietre che avrebbero consentito a Pachacutec di vincere i Chancas e che alla fine della battaglia sarebbero tornati al loro stato naturale. Il suo nome era Omanaman.
- La seconda, Sancacancha, era costituita da due serragli pieni di bestie feroci in cui si chiudevano i prigionieri per una notte. Al mattino si rilasciavano quelli che erano ancora in vita.
- La terza era un insieme di pietre rotonde, dette Marcatampu, riconosciute sacre da Pachacútec.
- La quarta, Toxanamaro, era formata da altre pietre riconosciute sacre, questa volta da Viracocha Inca.
- La quinta detta Urcislla amaro era ancora un insieme di pietre.
- La sesta era una sorgente di nome Callancapuquiu.
- La settima era un colle rotondo sacro alla divinità di Viracocha.
- L'ottava, infine, era una fonte chiamata Muchaylla.

L'infaticabile Sarmiento de Gamboa ha come sempre rintracciato, durante le sue investigazioni, gli ultimi rappresentanti di questa panaca. Ecco i loro nomi: Andrés Topa Yupanqui, Cristóbal Pisac Topa, Garcia Bilcas, Felipe Topa Yupanqui, Garcia Ayache e Garcia Pilco. Erano tutti Hanan-Cuzco.